# Массімо Оддо
Массімо Оддо (італ. Massimo Oddo, * 14 червня 1976, Пескара) — колишній італійський футболіст, захисник. По завершенні ігрової кар'єри — футбольний тренер. З 2020 року очолює тренерський штаб «Пескари».
Насамперед відомий виступами за клуби «Лаціо» та «Мілан», а також національну збірну Італії.
Чемпіон Італії. Володар Кубка Італії. Переможець Ліги чемпіонів УЄФА. Володар Суперкубка УЄФА. Клубний чемпіон світу. У складі збірної — чемпіон світу.

## Клубна кар'єра
Вихованець юнацьких команд футбольних клубів «Ренато Курі» та «Мілан».
У дорослому футболі дебютував 1992 року виступами за команду аматорського клубу «Ренато Курі», в якій провів один сезон, взявши участь лише у 3 матчах чемпіонату.

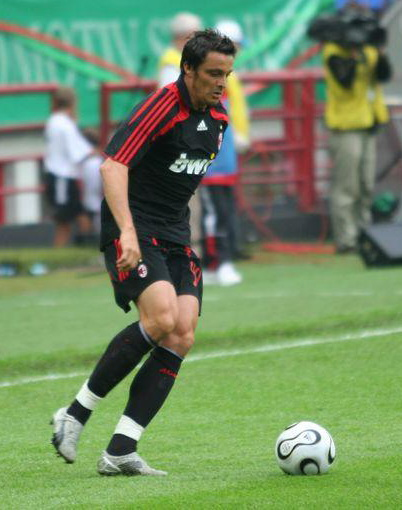
Массімо Оддо під час виступів за «Мілан». 2007 рік.

1993 року уклав контракт з клубом «Мілан», де грав за молодіжні команди клубу. Протягом 1995—1999 року на умовах оренди захищав кольори низки нижчолігових клубів — «Фьоренцуола», «Монца», «Прато» та «Лекко».
1999 року частину прав на гравця викупив клуб «Наполі», в команді якого Оддо відіграв один сезон, після чого 2000 року перейшов до «Верони», у складі якої нарешті дебютував в іграх елітного дивізіону італійського чемпіонату.
Своєю грою за «Верону» зацікавив представників тренерського штабу клубу «Лаціо», до складу якого приєднався 2002 року. Відіграв за «біло-блакитних» наступні п'ять сезонів своєї ігрової кар'єри. Більшість часу, проведеного у складі «Лаціо», був основним гравцем захисту команди. За цей час виборов титул володаря Кубка Італії.
2007 року «Мілан», який шукав правого захисника на заміну бразильського ветерана Кафу, звернув увагу на колишнього вихованця своєї молодіжної команди та досяг домовленості з «Лаціо» про трансфер Оддо, загальна сума угоди склала 12 мільйонів євро. Вже того ж року гравець допоміг команді перемогти у тогорічному розіграші Ліги чемпіонів та на клубному чемпіонаті світу, вибороти Суперкубок УЄФА.
Однак 2008 року до міланської команди приєднався Джанлука Дзамбротта, який розглядався тренерським штабом як основний гравець на правому фланзі захисту команди, тож Массімо Оддо втратив своє місце в основі команди і того ж року був відданий в оренду до мюнхенської «Баварії».
Після одного сезону, проведеного у Німеччині, Оддо повернувся до «Мілана», у складі якого провів наступні два сезони, здебільшого як резервний гравець.
Сезон 2011-12 розпочав вже у складі «Лечче», до команди якого приєднався на умовах оренди. Після цього влітку 2012 року завершив ігрову кар'єру.

## Виступи за збірну
2002 року дебютував в офіційних матчах у складі національної збірної Італії.
У складі збірної був учасником чемпіонату Європи 2004 року у Португалії, а також чемпіонату світу 2006 року у Німеччині, здобувши того року титул чемпіона світу.
Всього провів у формі головної команди країни 34 матчі, забивши 1 гол.

## Тренерська кар'єра
Розпочав тренерську кар'єру влітку 2013 року у молодіжній команді «Дженоа», а з 2014 року став працювати за прімаверою «Пескари».
У травні 2015 року Оддо став новим головним тренером головної команди «Пескари», що виступала у Серії Б. 2016 року вивів команду до елітного італійського дивізіону, після чого контракт з ним було продовжено на три роки. Проте виступи пескарців у Серії A виявилися гіршими за очікування керівництва клубу і вже в лютому 2017 тренера було звільнено.
21 листопада 2017 року був призначений головним тренером середняка Серії A «Удінезе». Не допрацював із цією командою до кінця сезону 2017/18 — був звільнений 24 квітня 2018 року після 11 поразок команди поспіль, залишивши її на 15-му місці турнірної таблиці чемпіонату.
Наприкінці жовтня 2018 року очолив друголіговий «Кротоне», що ще роком раніше виступав в елітному дивізіоні і прагнув туди повернутися. Утім під керівництвом Оддо команда не здобула жодної перемоги, і через два місяці його було звільнено. 
З червня 2019 по січень 2020 тренував «Перуджу», згодом повернувся до команди 19 липня 2020 лише для того аби розірвати контракт через місяць.
29 серпня 2020 року повернувся на тренерський місток «Пескари».

## Статистика виступів

### Статистика клубних виступів
За даними офіційного сайту гравця
| Сезон              | Команда            | Чемпіонат          | Чемпіонат | Чемпіонат | Національний кубок | Національний кубок | Національний кубок | Континентальні кубки | Континентальні кубки | Континентальні кубки | Інші змагання | Інші змагання | Інші змагання | Усього | Усього |
| Сезон              | Команда            | Ліга               | Ігор      | Голів     | Ліга               | Ігор               | Голів              | Ліга                 | Ігор                 | Голів                | Ліга          | Ігор          | Голів         | Ігор   | Голів  |
| ------------------ | ------------------ | ------------------ | --------- | --------- | ------------------ | ------------------ | ------------------ | -------------------- | -------------------- | -------------------- | ------------- | ------------- | ------------- | ------ | ------ |
| 1992-93            | «Ренато Курі»      | Аматори            | 3         | 0         | —                  | —                  | —                  | —                    | —                    | —                    | —             | —             | —             | 3      | 0      |
| 1995-96            | «Фіоренцуола»      | C1                 | 19        | 0         | КІ                 | 3                  | 0                  | —                    | —                    | —                    | —             | —             | —             | 22     | 0      |
| 1996               | «Монца»            | C1                 | 4         | 0         | КІ                 | 2                  | 0                  | —                    | —                    | —                    | —             | —             | —             | 6      | 0      |
| 1996-97            | «Прато»            | C1                 | 16        | 0         | —                  | —                  | —                  | —                    | —                    | —                    | —             | —             | —             | 16     | 0      |
| 1997-98            | «Лекко»            | C1                 | 20        | 1         | —                  | —                  | —                  | —                    | —                    | —                    | —             | —             | —             | 20     | 1      |
| 1998-99            | «Монца»            | B                  | 30        | 4         | КІ                 | 1                  | 0                  | —                    | —                    | —                    | —             | —             | —             | 31     | 4      |
| Усього за «Монцу»  | Усього за «Монцу»  | Усього за «Монцу»  | 34        | 4         |                    | 3                  | 0                  |                      | —                    | —                    |               | —             | —             | 37     | 4      |
| 1999-00            | «Наполі»           | B                  | 36        | 1         | КІ                 | 9                  | 0                  | —                    | —                    | —                    | —             | —             | —             | 45     | 1      |
| 2000-01            | «Верона»           | A                  | 32        | 4         | КІ                 | 2                  | 0                  | —                    | —                    | —                    | —             | —             | —             | 34     | 4      |
| 2001-02            | «Верона»           | A                  | 32        | 5         | КІ                 | 1                  | 2                  | —                    | —                    | —                    | —             | —             | —             | 33     | 7      |
| Усього за «Верону» | Усього за «Верону» | Усього за «Верону» | 64        | 9         |                    | 3                  | 2                  |                      | —                    | —                    |               | —             | —             | 67     | 11     |
| 2002-03            | «Лаціо»            | A                  | 19        | 0         | КІ                 | 5                  | 0                  | КУЄФА                | 7                    | 0                    | —             | —             | —             | 31     | 0      |
| 2003-04            | «Лаціо»            | A                  | 31        | 1         | КІ                 | 7                  | 0                  | ЛЧ                   | 6                    | 0                    | —             | —             | —             | 44     | 1      |
| 2004-05            | «Лаціо»            | A                  | 35        | 4         | КІ                 | 1                  | 0                  | КУЄФА                | 5                    | 0                    | СІ            | 1             | 0             | 42     | 4      |
| 2005-06            | «Лаціо»            | A                  | 35        | 7         | КІ                 | 3                  | 0                  | —                    | —                    | —                    | —             | —             | —             | 38     | 7      |
| 2006-07            | «Лаціо»            | A                  | 15        | 5         | КІ                 | 2                  | 0                  | —                    | —                    | —                    | —             | —             | —             | 17     | 5      |
| Усього за «Лаціо»  | Усього за «Лаціо»  | Усього за «Лаціо»  | 135       | 17        |                    | 18                 | 0                  |                      | 18                   | 0                    |               | 1             | 0             | 172    | 17     |
| 2007               | «Мілан»            | A                  | 10        | 1         | КІ                 | 1                  | 0                  | ЛЧ                   | 7                    | 0                    | —             | —             | —             | 18     | 1      |
| 2007-08            | «Мілан»            | A                  | 25        | 1         | КІ                 | 1                  | 0                  | ЛЧ                   | 6                    | 0                    | СУ+КЧС        | 1+1           | 0             | 34     | 1      |
| 2008-09            | «Баварія»          | БЛ                 | 18        | 0         | КН                 | 2                  | 0                  | ЛЧ                   | 7                    | 0                    | —             | —             | —             | 27     | 0      |
| 2009-10            | «Мілан»            | A                  | 14        | 0         | КІ                 | 0                  | 0                  | ЛЧ                   | 4                    | 0                    | —             | —             | —             | 18     | 0      |
| 2010-11            | «Мілан»            | A                  | 7         | 0         | КІ                 | 3                  | 0                  | ЛЧ                   | 0                    | 0                    | —             | —             | —             | 10     | 0      |
| Усього за «Мілан»  | Усього за «Мілан»  | Усього за «Мілан»  | 56        | 2         |                    | 5                  | 0                  |                      | 17                   | 0                    |               | 2             | 0             | 80     | 2      |
| 2011-12            | «Лечче»            | A                  | 27        | 1         | -                  | -                  | -                  | -                    | -                    | -                    | -             | -             | -             | 27     | 1      |
| Усього за кар'єру  | Усього за кар'єру  | Усього за кар'єру  | 428       | 35        |                    | 43                 | 2                  |                      | 42                   | 0                    |               | 3             | 0             | 516    | 37     |

### Статистика виступів за збірну
| Дата       | Місто          | Господарі         | Результат | Гості                | Турнір                | Голи | Примітки |
| ---------- | -------------- | ----------------- | --------- | -------------------- | --------------------- | ---- | -------- |
| 21/08/2002 | Трієст         | Італія            | 0 – 1     | Словенія             | товариський матч      | -    |          |
| 12/10/2002 | Неаполь        | Італія            | 1 – 1     | Сербія та Чорногорія | Відбір до ЧЄ 2004     | -    |          |
| 30/04/2003 | Женева         | Швейцарія         | 1 – 2     | Італія               | товариський матч      | -    |          |
| 03/06/2003 | Кампобассо     | Італія            | 2 – 0     | Північна Ірландія    | товариський матч      | -    |          |
| 11/06/2003 | Гельсінкі      | Фінляндія         | 0 – 2     | Італія               | Відбір до ЧЄ 2004     | -    |          |
| 06/09/2003 | Мілан          | Італія            | 4 – 0     | Уельс                | Відбір до ЧЄ 2004     | -    |          |
| 11/10/2003 | Реджо-Калабрія | Італія            | 4 – 0     | Азербайджан          | Відбір до ЧЄ 2004     | -    |          |
| 12/11/2003 | Варшава        | Польща            | 3 – 1     | Італія               | товариський матч      | -    |          |
| 16/11/2003 | Анкона         | Італія            | 1 – 0     | Румунія              | товариський матч      | -    |          |
| 18/02/2004 | Палермо        | Італія            | 2 – 2     | Чехія                | товариський матч      | -    |          |
| 31/03/2004 | Брага          | Португалія        | 1 – 2     | Італія               | товариський матч      | -    |          |
| 30/05/2004 | Туніс (місто)  | Туніс             | 0 – 4     | Італія               | товариський матч      | -    |          |
| 22/06/2004 | Гімарайш       | Італія            | 2 – 1     | Болгарія             | ЧЄ 2004 - 1-й етап    | -    |          |
| 18/08/2004 | Рейк'явік      | Ісландія          | 2 – 0     | Італія               | товариський матч      | -    |          |
| 08/09/2004 | Кишинів        | Молдова           | 0 – 1     | Італія               | Відбір до ЧС 2006     | -    |          |
| 13/10/2004 | Парма          | Італія            | 4 – 3     | Білорусь             | Відбір до ЧС 2006     | -    |          |
| 08/06/2005 | Торонто        | Італія            | 1 – 1     | Сербія та Чорногорія | товариський матч      | -    |          |
| 16/11/2005 | Женева         | Італія            | 1 – 1     | Кот-д'Івуар          | товариський матч      | -    |          |
| 31/05/2006 | Женева         | Швейцарія         | 1 – 1     | Італія               | товариський матч      | -    |          |
| 02/06/2006 | Лозанна        | Італія            | 0 – 0     | Україна              | товариський матч      | -    |          |
| 30/06/2006 | Гамбург        | Італія            | 3 – 0     | Україна              | ЧС 2006 - чвертьфінал | -    |          |
| 02/09/2006 | Неаполь        | Італія            | 1 – 1     | Литва                | Відбір до ЧЄ 2008     | -    |          |
| 07/10/2006 | Рим            | Італія            | 2 – 0     | Україна              | Відбір до ЧЄ 2008     | 1    |          |
| 11/10/2006 | Тбілісі        | Грузія            | 1 – 3     | Італія               | Відбір до ЧЄ 2008     | -    |          |
| 15/11/2006 | Бергамо        | Італія            | 1 – 1     | Туреччина            | товариський матч      | -    |          |
| 28/03/2007 | Барі           | Італія            | 2 – 0     | Шотландія            | Відбір до ЧЄ 2008     | -    |          |
| 02/06/2007 | Торсгавн       | Фарерські острови | 1 – 2     | Італія               | Відбір до ЧЄ 2008     | -    |          |
| 06/06/2007 | Каунас         | Литва             | 0 – 2     | Італія               | Відбір до ЧЄ 2008     | -    |          |
| 22/08/2007 | Будапешт       | Угорщина          | 3 – 1     | Італія               | товариський матч      | -    |          |
| 08/09/2007 | Мілан          | Італія            | 0 – 0     | Франція              | Відбір до ЧЄ 2008     | -    |          |
| 12/09/2007 | Київ           | Україна           | 1 – 2     | Італія               | Відбір до ЧЄ 2008     | -    |          |
| 13/10/2007 | Генуя          | Італія            | 2 – 0     | Грузія               | Відбір до ЧЄ 2008     | -    |          |
| 21/11/2007 | Модена         | Італія            | 3 – 1     | Фарерські острови    | Відбір до ЧЄ 2008     | -    |          |
| 06/02/2008 | Цюрих          | Італія            | 3 – 1     | Португалія           | товариський матч      | -    |          |
| Усього     |                | Матчів (78 місце) | 34        |                      | Голів                 | 1    |          |

## Титули і досягнення
- Володар Кубка Італії (1):

«Лаціо»: 2003-04
- Чемпіон Італії (1):

«Мілан»: 2010-11
- Переможець Ліги чемпіонів УЄФА (1):

«Мілан»: 2006-07
- Володар Суперкубка УЄФА (1):

«Мілан»: 2007
- Клубний чемпіон світу (1):

«Мілан»: 2007
- Чемпіон світу (1): 2006